# Bolchevik (oblast de Magadan)
Pour les articles homonymes, voir Bolchevik (homonymie).
Bolchevik (en russe : Большеви́к) est une commune urbaine russe du raïon de Soussouman de l'oblast de Magadan, dans la région extrême-orientale de la Kolyma. Sa population s'élevait à 5 habitants en 2023.

## Géographie
La commune de Bolchevik se situe dans l'oblast de Magadan, un oblast de la Sibérie du nord-est, en Russie extrême-orientale. La localité fait partie de la région de la Kolyma, et du district fédéral d'Extrême-Orient. Elle se trouve dans le raïon de Soussouman, une subdivision de l'oblast.  
Bolchevik, comme tout l'oblast de Magadan, se trouve dans le fuseau horaire MSK+8 (heure de Magadan). Le décalage horaire appliqué par rapport au temps universel coordonné est +10:00.

## Démographie
Recensements (*) et estimations de la population :
| 1959* | 1970* | 1979* | 1989* |
| ----- | ----- | ----- | ----- |
| 2 367 | 1 159 | 1 087 | 960   |

| 2002 * | 2010* | 2021* | 2023 |
| ------ | ----- | ----- | ---- |
| 371    | 96    | 8     | 5    |